# 曾暉春
曾晖春（1770年—1853年），谱名为城，字霁峰，号梅仙。福建闽县（今属福州市）人。清朝官員。

## 生平
嘉庆六年（1801年）进士，历任国子监学正、江西新建等縣知縣，升义宁州知州。致仕後歸鄉，曾钦加四品衔。
道光十五年（1835年），曾晖春五个儿子曾元基、曾元炳、曾元海、曾元燮、曾元澄皆中举人，其中元炳、元海、元燮後皆成进士。
母親陳帖為林則徐母親陳帙胞姐。